# 翠湖 (岳池)
翠湖原名为响水滩水库，位于中國四川省岳池县池以北5公里，該水庫建于1959年-1960年。1983年岳池县把水库辟为旅游风景区，改名为翠湖。湖面面积3000余亩，享有川北第一湖的美称。